# Список достижений ХК «Металлург» Магнитогорск и его игроков

С момента своего основания хоккейный клуб «Металлург» Магнитогорск и его игроки завоевали значительное число титулов, призов и наград. Ниже приводится их полный список.

## Слава
На международной арене «Металлург» дебютировал в 1985 году, когда провёл серию матчей в столице КНДР Пхеньяне.
- Победитель Евролиги сезонов 1998/99 и 1999/2000 годов.
- Обладатель Суперкубка Европы 2000 года.
- Участник Суперкубка Европы 1999 года.
- Победитель Кубка Тампере 2005, 2006, участник в 1999, 2001 годах.
- Участник Кубка Лугано 1999 года.
- Тринадцатикратный победитель Мемориала И. Х. Ромазана 1992, 1994, 1995, 1997, 1999,2003, 2004, 2008, 2009, 2011, 2012, 2013, 2014 гг.
- Победитель Кубка Рими в Хамаре (Норвегия) 1994 года
- Второй призёр Кубка ИИХФ 1995 года
- Участник Континентального кубка 1997 года
- Участник Кубка Шпенглера 1999 и 2004 годов
- Победитель Кубка Шпенглера 2005 года
- Победитель Кубка европейских чемпионов 2008 года
- Финалист Кубка Виктории 2008 года
- Финалист хоккейной Лиги чемпионов 2009

## Достижения
- Чемпион России 1999, 2001, 2007, 2014, 2016, 2024 года.
- Обладатель Кубка Гагарина 2013/2014, 2015/2016, 2023/2024
- Чемпион Евролиги 1999 и 2000 годов.
- Обладатель Кубка России 1998 года.
- Обладатель Суперкубка Европы 2000 года.
- Обладатель Кубка европейских чемпионов 2008 года.

### Сезон 1994/1995
- Бронзовый призёр Кубка МХЛ 1994/95[1], приравненного к рангу чемпионата России
- Обладатель приза имени Всеволода Боброва, учреждённого для самой результативной команды.
- Евгений Корешков и Константин Шафранов были включены в символическую сборную Востока.
- Звено Константин Шафранов — Евгений Корешков — Александр Корешков становится обладателем приза «Три бомбардира», который вручается самой результативной тройке нападающих.

### Сезон 1995/1996
- Финалист Кубка МХЛ[2]

### Сезон 1996/1997
- Капитан «Металлурга» Евгений Корешков признан самым ценным игроком РХЛ и вошел в символическую сборную
- Евгений Корешков получил приз «Золотая клюшка»
- Приз «Три бомбардира», который вручается самой результативной тройке нападающих, получило звено Сергей Гомоляко — Андрей Кудинов — Игорь Варицкий
- Самым результативным защитником РХЛ стал игрок линии обороны «Металлурга» Вадим Гловацкий.

### Сезон 1997/1998
- «Металлург» — серебряный призёр чемпионата России и обладатель Кубка России
- Обладатель приза имени Всеволода Боброва, учреждённый для самой результативной команды
- Самым результативным защитником РХЛ стал игрок линии обороны команды Владимир Антипин
- Владимир Антипин вошёл в символическую сборную игроков лиги
- Приз имени Валентина Сыча лучшему руководителю клуба вручён начальнику команды Геннадию Ивановичу Величкину.

### Сезон 1998/1999
- Чемпион Евролиги[3]
- Чемпион России[4][5]
- Обладатель приза имени Всеволода Боброва
- Евгений Корешков и Владимир Антипин получили приз «Золотой шлем» и вошли в символическую сборную
- Евгений Корешков получил приз «Золотая клюшка»
- Евгений Корешков получил приз «Самому результативному игроку»
- Приз «Три бомбардира» вручён звену Александр Корешков — Евгений Корешков — Равиль Гусманов
- Геннадий Иванович Величкин получил приз имени Валентина Лукича Сыча.

### Сезон 1999/2000
- Чемпион Евролиги[6]
- Обладатель Суперкубка
- Бронзовый призёр чемпионата России[7]
- Обладатель приза «Лучшему клубу ПХЛ»
- Евгений Корешков получил приз «Золотой шлем» и вошел в символическую сборную.

### Сезон 2000/2001
- Чемпион России[8]
- Обладатель приза «Лучшему клубу ПХЛ»
- Приз имени Валентина Лукича Сыча вручается начальнику команды Геннадию Ивановичу Величкину
- Обладатель приза Всеволода Боброва, учреждённого для самой результативной команды.
- Андрей Разин получил приз «Золотая клюшка» как самый ценный игрок чемпионата
- Александр Гольц — лучший снайпер чемпионата
- Андрей Разин получает приз «Самому результативному игроку»
- Приз «Три бомбардира» вручается звену Александр Корешков — Евгений Корешков — Юрий Кузнецов
- Под знаменем второй сборной России «Металлург» выиграл Турнир вторых сборных (Морж, Швейцария).

### Сезон 2001/2002
- Бронзовый призёр чемпионата России[9][7]
- Самым результативным защитником стал Сергей Климентьев

### Сезон 2003/2004
- Андрей Соколов получил приз «Золотой шлем»[10] и вошел в символическую сборную
- Серебряный призёр чемпионата России[11][8]

### Сезон 2004/2005
- Обладатель Кубка Тампере и Кубка Шпенглера 2005[12].

### Сезон 2005/2006
- Бронзовый призёр чемпионата России[13]

### Сезон 2006/2007
- Чемпион России[14]

### Сезон 2007/2008
- Бронзовый призёр чемпионата России[15]
- Победитель Кубка европейских чемпионов[16]

### Сезон 2008/2009
- Бронзовый призёр Континентальной хоккейной лиги[17]
- Финалист хоккейной Лиги чемпионов[18]
- Ян Марек — лучший снайпер чемпионата[19][20]

### Сезон 2013/2014
- Чемпион России[21]
- Обладатель Кубка Гагарина[21]
- Обладатель Кубка Восточной конференции сезона КХЛ 2013/2014[21]
- Сергей Мозякин — лучший бомбардир регулярного чемпионата, лучший игрок плей-офф[22][23][21]

- Данис Зарипов-Ян Коварж-Сергей Мозякин -лучшая тройка КХЛ в сезоне 2013\2014[24]

### Сезон 2014/2015
- Обладатель Кубка Открытия[25]

### Сезон 2015/2016
- Чемпион России[26]
- Обладатель Кубка Восточной конференции сезона КХЛ 2015/2016[26][27]
- Обладатель Кубка Гагарина[26]
- Обладатель приза имени Всеволода Боброва, учреждённый для самой результативной команды[28][27]
- Сергей Мозякин — лучший игрок плей-офф[23]

### Сезон 2016/2017
- Обладатель Кубка Открытия[29]
- Обладатель Кубка Восточной конференции сезона КХЛ 2016/2017[30]
- Кошечкин, Василий —  лучший игрок плей-офф[31]
- Мозякин, Сергей —  лучший игрок регулярного сезона[32], лучший бомбардир регулярного сезона, лучший снайпер регулярного сезона[22][23]

### Сезон 2021/2022
- Обладатель Кубка Восточной конференции сезона КХЛ 2021/2022[33]

- Финалист Кубка Гагарина[33]
- Финалист Чемпионата России по хоккею[33]

### Сезон 2023/2024
- Обладатель Кубка Восточной конференции сезона КХЛ 2023/2024
- Чемпион России[34]

- Обладатель Кубка Гагарина[34]
- Вратарь Илья Набоков стал самым молодым MVP плей-офф в истории КХЛ[35][36]